# Allium melitense
Ail de Malte
Espèce
Allium melitense, l'Ail de Malte (en maltais, Kurrat ta' Malta) est une espèce de poireau sauvage endémique de l'archipel maltais.

## Synonyme
- Allium ampeloprasum var. melitense Sommier & Caruana ex Borg

## Taxonomie
L'espèce est d'abord décrite comme une variante de Allium ampeloprasum par les biologistes
Carlo Pietro Stefano Sommier et Alfredo Caruana Gatto dans leur flore de Malte éditée en 1915, tout en insistant ses variations importantes avec A. ampeloprasum et l'intérêt d'une étude plus approfondie. L'espèce est ensuite différentiée par Raffaele Ciferri (en) et Valerio Giacomini (it).

## Description
Il pousse sur des sols rocheux. Il ressemble à Allium commutatum mais il est plus petit (mesurant environ 30 cm) et avec des inflorescences dépassant rarement 3 cm. Des formes beaucoup plus grandes se rencontrent à Filfla et sur le Fungus Rock avec des spécimens de près de 2 m de hauteur et des inflorescences dépassant 10 cm.